# 哈利法克斯 (西約克郡)
哈利法克斯是位於英國英格蘭北部西約克郡的一座集镇。在行政區劃上屬卡爾德達爾單一管理區。2001年，哈利法克斯有人口82,056人。自15世紀開始，哈利法克斯就是英格蘭的羊毛製造業的中心地區。哈利法克斯這一名稱首次出現在1091年。在12世紀時，哈利法克斯是哈利法克斯教區的宗教中心城市。

## 知名人物
- 艾德·希兰：英国男歌手

## 外部連結
维基共享资源上的相關多媒體資源：哈利法克斯